# Mont-l'Étroit
 Mont-l'Étroit  là một xã của tỉnh Meurthe-et-Moselle, thuộc vùng Grand Est, đông bắc nước nước Pháp. Xã này nằm ở khu vực có độ cao trung bình 389 mét trên mực nước biển.